# Distrito de Saint-Pierre (Martinica)
El distrito de Saint-Pierre es un distrito (en francés arrondissement) de Francia, que se localiza en el departamento de Martinica (en francés Martinique), de la región de Martinica (en francés Martinique). Cuenta con 5 cantones y 8 comunas.

## División territorial

### Cantones
Los cantones del distrito de Saint-Pierre, Martinica son:
1. Cantón de Le Carbet
2. Cantón de Case-Pilote-Bellefontaine
3. Cantón de Le Morne-Rouge
4. Cantón de Le Prêcheur
5. Cantón de Saint-Pierre

### Comunas
| 1. Bellefontaine (97234)  | 2. Le Carbet (97204)     | 3. Case-Pilote (97205) | 4. Fonds-Saint-Denis (97208) |
| 5. Le Morne-Rouge (97218) | 6. Le Morne-Vert (97233) | 7. Le Prêcheur (97219) | 8. Saint-Pierre (97225)      |